# Юність наших батьків
«Юність наших батьків» — радянська героїчна кіноповість режисерів Михайла Каліка і Бориса Рицарева, екранізація 1958 року за мотивами роману Олександра Фадєєва «Розгром».

## Сюжет
Події відбуваються в 1919 році під час Громадянської війни на Далекому Сході. Червоний партизанський загін командира Левінсона, затиснутий в кільце білогвардійцями і японцями, проривається крізь болота тайги і засідки козацьких загонів до своїх частин.

## У ролях
- Олександр Кутєпов —  Левінсон Осип Абрамович
- Георгій Юматов —  Іван Морозко
- Інна Виходцева —  Варя
- Віталій Четвериков —  Мечик
- Віктор Терехов —  Бакланов
- Геннадій Юхтін —  Метелиця
- Микола Крючков —  Фролов
- Микола Смирнов —  Тимофій Дубов
- Іван Рижов —  Кубрак
- Віктор Адєєв —  пастушок
- Микола Граббе —  білий офіцер
- Олексій Кельберер —  Сташинський
- Євген Кудряшов —  білий офіцер
- Костянтин Єрофєєв —  Чиж
- Георгій Мілляр —  піп
- Анатолій Нікітін —  Хома Єгорович Рябець
- Костянтин Немоляєв —  куркуль
- Володимир Поночовний —  партизан
- Юрій Сперанський — епізод
- Володимир Кашпур —  переляканий партизан в трясовині
- Петро Щербаков —  партизан з факелом на болоті

## Знімальна група
- Сценарій: Ідея Алєєвська, Михайло Калік, Борис Рицарев
- Режисери: Михайло Калік, Борис Рицарев
- Оператор: Наум Ардашников, Борис Середін, Балли Оразов
- Художник-постановник: Семен Петерсон
- Композитор: Мікаел Тарівердієв
- Звукорежисер: Володимир Дмитрієв
- Монтаж: Б. Погребинська
- Диригент: Геннадій Рождественський